# Estadi Mundial 82
L'Estadi Mundial 82 és un estadi de futbol ubicat a la ciutat de Logronyo, La Rioja. Pertany a l'Ajuntament de Logronyo i és gestionat per la Federació Riojana de Futbol. Hi jugava la Sociedad Deportiva Logroñés.